# ARTISTdirect
ARTISTdirect, Inc. est une entreprise de loisirs multimédia numériques qui est le siège d'un réseau de musique en ligne. Elle est constituée du site principal, ARTISTdirect.com, ainsi que UBL.com, Loserkids.com, et de ARTISTdirect Network, un groupe de sites web affiliés offrant du contenu multimédia, des nouvelles sur la musique et de l'information, des communautés organisées autour de goûts musicaux partagés, du commerce spécialisé en lien avec la musique et des services de musique numérique.
Selon Médiamétrie, le réseau ARTISTdirect avait en moyenne 43 millions d'utilisateurs uniques ainsi que 613 millions de pages visitées en avril 2006).